# Ruairi O'Connor
Ruairi O'Connor (9 de julio de 1991) es un actor irlandés  conocido mayormente por su papel de Arne Cheyenne Johnson en Expediente Warren: Obligado por el demonio (El Conjuro 3: El Diablo me obligó a hacerlo en Hispanoamérica) y por su papel de Enrique VIII en la serie televisiva de Starz La Princesa de España.

## Educación y primeros años
O'Connor creció en Howth, Condado de Dublín, Irlanda. Su familia se mudó al campo cuándo él tenía 14 para vivir en una granja de criadero de caballos. O'Connor se graduó en teatro en el Trinity College Dublin  en 2015.

## Carrera
O'Connor debutó con el papel de Niall en la película de Lenny Abrahamson, What Richard Did.
En 2016, O'Connor tuvo un papel invitado en la serie de RTÉ2, Can't Cope, Won't Cope y un papel recurrente en la serie Mi madre en tiempos de guerra de la BBC Northern Ireland. Obtuvo su papel televisivo más importante como Michael Vincent en la serie Delicious de Sky One de 2016 a 2018. Ese mismo año, protagonizó como el matón escolar y antagonista principal a Weasel en la película Handsome Devil.
O'Connor protagonizó en 2018 junto con Elle Fanning la película Alcanzando tu sueño. En mayo de 2018, fue anunciado que O'Connor interpretaría al príncipe Harry Tudor (más tarde Enrique VIII) en la serie de STARZ de 2019, La princesa de España. Una segunda tanda de ocho episodios fue ordenada por Starz y las grabaciones comenzaron en septiembre de 2019.
O'Connor interpretó a Arne Cheyenne Johnson en la película de 2021 Expediente Warren: Obligado por el demonio . La película describe el caso real de Johnson.

## Vida personal
O'Connor vive entre Londres y Dublín, aunque actualmente reside en Los Ángeles, California con su novia, Charlotte Hope.

## Filmografía

### Cine
| Año  | Título                                     | Papel                 | Notas |
| ---- | ------------------------------------------ | --------------------- | ----- |
| 2012 | What Richard Did                           | Niall                 |       |
| 2016 | Handsome Devil                             | Weasel                |       |
| 2018 | Alcanzando tu sueño                        | Keyan Spears          |       |
| 2020 | El asesino de las postales                 | Mac                   |       |
| 2021 | Expediente Warren: Obligado por el demonio | Arne Cheyenne Johnson |       |

### Televisión
| Año       | Título                        | Papel           | Notas                        |
| --------- | ----------------------------- | --------------- | ---------------------------- |
| 2016      | Can't Cope, Won't Cope        | Simon           | Episodio: "I Wanna Be Like " |
| 2016      | Mi madre en tiempos de guerra | Andrew Black    | 3 episodios                  |
| 2016–2018 | Delicious                     | Michael Vincent | Papel principal              |
| 2019–2020 | La princesa de España         | Enrique VIII    | Miniserie; papel principal   |
| 2021      | The Morning Show              | Ty Fitzgerald   | Recurrente                   |
| 2025      | The Sandman                   | Orfeo           | Temporada 2                  |